# 2CELLOS

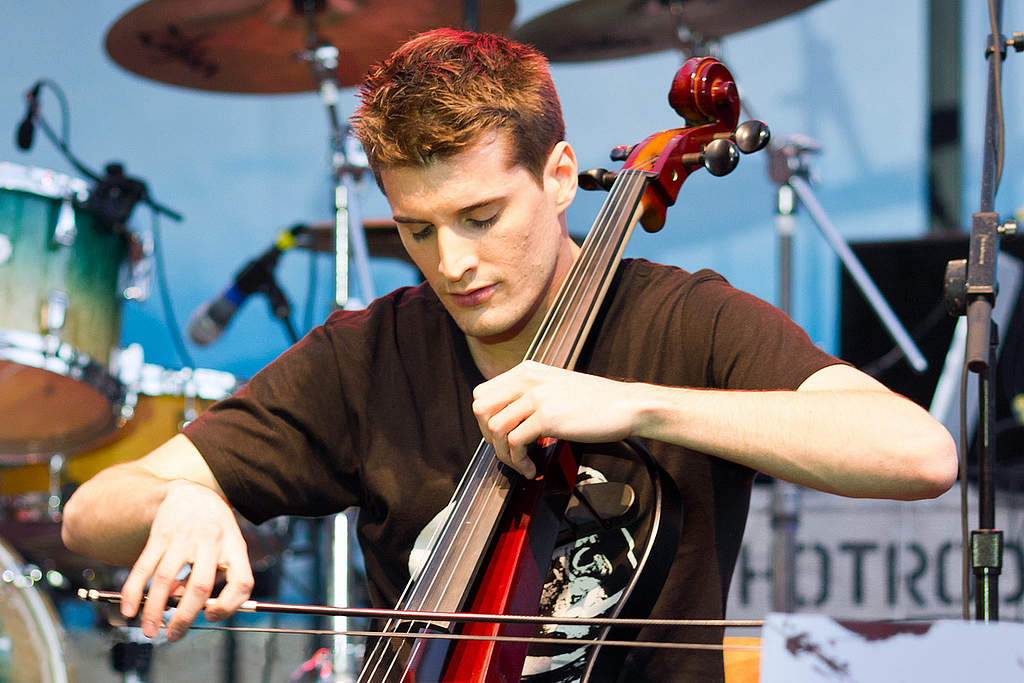
Luka Šulić

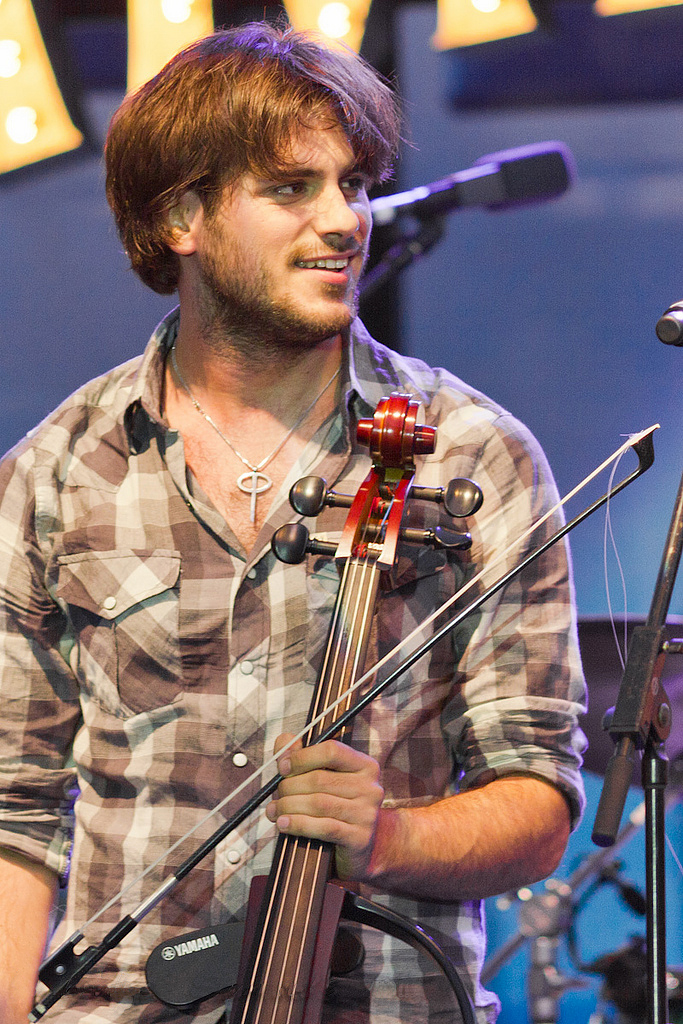
Stjepan Hauser

2CELLOS（トゥーチェロズ）は、ルカ・スーリッチ（Luka Šulić、1987年8月25日 - ）とステファン・ハウザー（Stjepan Hauser、1986年6月15日 - ）のチェロによるデュオ。

## 背景
ソニー・ミュージックエンタテインメントと契約している。
2本のチェロだけでマイケル・ジャクソンの『Smooth Criminal』を演奏した映像をYouTubeで公開したことで発掘されたアーティストである。
スーリッチは、スロベニア（旧ユーゴスラビア・スロベニア社会主義共和国）のマリボル出身（父親はドゥブロヴニク出身のクロアチア人チェリスト）。ハウザーは、クロアチア（旧ユーゴスラビア・クロアチア社会主義共和国）のプーラ出身。
彼らは、クロアチアで十代のときに、マスタークラスで出会う。スーリッチとハウザーは、ザグレブの音楽アカデミーに一緒に通い、共にウィーンに留学した。その後ハウザーはロンドンにあるトリニティ・カレッジ・オブ・ミュージック（現トリニティ・ラバン・コンサヴァトワール・オブ・ダンス・アンド・ミュージック）に通い、スーリッチはロンドンにある王立音楽アカデミーに入学した。
2人は2011年1月21日、マイケル・ジャクソンの『Smooth Criminal』のカバーをYouTubeにアップ。始めの2週間に300万回再生されたことで有名になる。彼らは、プーラでハウザーの友人のディレクターに、『Smooth Criminal』のビデオを撮って、ポップミュージック市場にトライしないか、と誘いを受けた。実は彼らは、パートナーになる前には、音楽の大会で競争しあうライバルでもあった。

## 経歴
2CELLOSは現在、ソニー・ミュージックエンタテインメント（クロアチアやスロベニアではメナルト・レコーズ）と契約している。1stアルバム『2CELLOS』は2011年5月にレコーディングを終了、US盤は2011年の7月19日、日本盤は9月21日にDVD付初回生産限定盤と同時に発売された。2人によると、2本のチェロだけでも演奏できるものをフィーチャーしたとのこと。リリースを見越して2CELLOSは、2本目のシングルとしてガンズ・アンド・ローゼズ の『ウェルカム・トゥ・ザ・ジャングル』のカバー曲をリリースした。
2CELLOSの成功の結果、エルトン・ジョンから、2011年6月8日から始まるサマーツアーに参加しないかと誘われる。彼らはそれより前の2011年4月中には、『エレンの部屋』とペレス・ヒルトンの『Perez TV』に出演している。7月25日にはロンドンにて行われたiTunes Festivalでも、演奏を披露した。2011年12月21日、クロアチアのザグレブにあるVatroslav Lisinski Concert Hallで凱旋コンサートをした。
2人は『Smooth Criminal』のアレンジを人気テレビシリーズ『glee/グリー』の第3シーズンで披露。エピソードのタイトルは「Michael」。そのシーンは2CELLOS のミュージック・ビデオと同じようなセットであった。『グリー』では、初めて楽器演奏者が扱われたエピソードであった。
2CELLOSは2012年6月4日エルトン・ジョンとバッキンガム宮殿で行われた英エリザベス女王の即位60周年を祝うダイアモンド・ジュビリー・コンサートで演奏をした。2012年6月12日にはアリーナ・ザグレブにて演奏をした。
彼らはロック音楽を主にカバーしたが、スーリッチとハウザーによると「クラシック音楽を避けているわけではなく、今でもオーケストラと一緒に演奏をしている。いつかクラシックと現代の両方のオーケストラとツアーをしてみたい」とのこと。
アルバム『IN2ITION（邦題：2CELLOS2）』のプロデューサーはボブ・エズリン。日本では2012年11月7日にDVD付初回生産限定盤と同時に発売された。アメリカでは2013年1月15日に発売。オーストラリアでは2013年1月18日に発売。UKでは2013年3月4日に発売。
2013年7月にはNTTドコモのCM「ドコモのツートップ（2CELLOS）」篇に出演。
2013年8月21日に日本では『トゥー・チェロズ・トゥー～イントゥイション～コレクターズ・エディション』と、初のライヴDVD『ライヴ・イン・ザグレブ!』が発売された。
アルバム『CELLOVERSE（邦題：チェロヴァース）』はスーリッチとハウザーによるセルフ・プロデュース。オーストラリアでは2015年1月9日に発売。日本では2015年1月21日、アメリカでは2015年1月27日、UKでは2015年2月9日に発売。
2018年にはキエフ・NSCオリンピスキで行われたUEFAチャンピオンズリーグ 2017-18 決勝でUEFAチャンピオンズリーグ・アンセムとセヴン・ネイション・アーミーを演奏した。
2022年解散。

## ディスコグラフィ

### スタジオ・アルバム
| 発表年 | アルバム名：邦題 原題                                     | 詳細 |
| ------ | --------------------------------------------------------- | --- |
| 2011年 | 2CELLOS                                                   | - 発売日: 2011年7月19日 US盤 / 2011年9月21日 日本盤 - レーベル: Sony Music 日本盤 - 様式: CD、デジタル・ダウンロード、LP                        |
| 2012年 | IN2ITION                                                  | - 発売日: 2012年11月7日 日本盤 / 2013年1月15日 US盤 / その他、国によって異なる - レーベル: Sony Music 日本盤 - 様式: CD、デジタル・ダウンロード |
| 2015年 | チェロヴァース CELLOVERSE                                 | - 発売日: 2015年1月9日 AUS盤 / 2015年1月21日 日本盤 / その他、国によって異なる - レーベル: Sony Music 日本盤 - 様式: CD、デジタル・ダウンロード |
| 2017年 | スコア SCORE                                              | |
| 2018年 | レット・ゼア・ビー・チェロ～チェロ魂～ LET THERE BE CELLO | |
| 2021年 | デディケイテッド DEDICATED                                | SICP-31475 |

## 受賞歴
| 年   | 賞                       | 部門                                             | 候補                 | 結果       | 参照   |
| ---- | ------------------------ | ------------------------------------------------ | -------------------- | ---------- | ------ |
| 2012 | Porin                    | 最優秀外国アルバム                               | 2Cellos              | 受賞       | [ 14 ] |
| 2012 | Porin                    | 最優秀外国曲                                     | スムーズ・クリミナル | 受賞       | [ 14 ] |
| 2013 | Porin                    | 最優秀外国アルバム                               | In2ition             | ノミネート | [ 15 ] |
| 2014 | 日本ゴールドディスク大賞 | インストゥルメンタル・アルバム・オブ・ザ・イヤー | In2ition             | 受賞       | [ 16 ] |
| 2014 | 日本ゴールドディスク大賞 | ソング・オブ・ザ・イヤー・バイ・ダウンロード     | 影武者               | 受賞       | [ 17 ] |
| 2014 | Večernjakova ruža        | Musicians of the Year                            | 2CELLOS              | 受賞       | [ 18 ] |
| 2014 | Porin                    | The best foreign video program                   | Live at Arena Zagreb | 受賞       | [ 19 ] |

## 来日公演
- 2011年10月下旬、1stアルバム『2CELLOS』のプロモーションで初訪日。10月31日　東日本大震災にむけてのチャリティ・イベントを東京国際フォーラム地上広場にて開催[20]。

- 2012年1月、日本各地で公演をした。

1月13日　大阪府　サンケイホールブリーゼ
1月15日　愛知県　名古屋・ダイアモンドホール
1月16日　東京都　赤坂BLITZ
1月17日　東京　赤坂BLITZ
1月18日　東京　渋谷公会堂
- 2012年10月下旬、2ndアルバム『2CELLOS2』のプロモーションで訪日。プロモーション活動の合間に、東日本大震災を復興支援するチャリティライブを各地で行った[21]。

11月4日　愛知県　名古屋テレビ塔1F タワースクエア
11月5日　大阪府　ディアモール大阪　ディースクエア広場
11月6日　東京都　ヒカリエ　イベントスクエア1F
- 2013年2月から日本ツアーがおこなわれた。

2月15日　東京都　Bunkamura オーチャードホール
2月16日　大阪府　メルパルクホール大阪
2月18日　石川県　金沢市文化ホール
2月19日　広島県　広島アステールプラザ大ホール
2月20日　愛知県　名古屋・Zepp Nagoya
2月22日　東京都　TOKYO DOME CITY HALL
- 2014年3月から日本ツアーが行われた。

3月6日　大阪府　難波・Zepp Namba※追加公演
3月7日　東京都　渋谷公会堂※再追加公演
3月9日　北海道　札幌市民ホール
3月11日　宮城県　仙台・東北大学百周年記念会館 川内萩ホール※東日本大震災 復興支援コンサート
3月13日-14日　東京都　渋谷・Bunkamura オーチャードホール
3月16日　東京都　渋谷・Bunkamura オーチャードホール※追加公演
3月17日　愛知県　名古屋市公会堂
3月18日　大阪府　大阪・フェスティバルホール
3月19日　福岡県　福岡国際会議場 メインホール
3月20日　広島県　広島アステールプラザ 中ホール
- 2015年1月 3rdアルバム『チェロヴァース』のプロモーションで訪日。

1月20日が日本記念日協会より正式に「2CELLOSの日」と認定され、東京タワー大展望台1Fでフリーライヴ「2CELLOSの日」記念イベントを行い、2015年6月から7月にかけて日本ツアーが行われた。